# Kisangani
Kisangani, trước đây là Stanleyville là một thành phố ở phía bắc của Cộng hòa Dân chủ Congo, thủ phủ của Vùng Orientale. Đây là thủ phủ của tỉnh Tshopo, là một thành phố cảng bên sông Congo, nằm ngay dưới thác Stanley, nơi tàu thuyền không thể đi tiếp. Thành phố Kisangani có dân số năm 2004 là 682.599 người. Kisângni được kết nối bằng đường ray, có Sân bay Kisangani. Đại học Kisangani nằm ở Kisangani.
Năm 1882, một tiền đồn thương mại đã được một nhà thám hiểm Anh-Mỹ là Sir Henry Morton Stanley thiết lập. Stanleyville đã trở thành thành phố năm 1898 và đã được đổi tên thành Kisangani năm 1966. Thành phố này trải qua các biến động chính trị trong thập niên 1960 và 1990. Năm 1997, đây là nơi diễn ra trận chiến quyết định.